# نهاد–فعل–مفعول
در گونه‌شناسی زبانی نهاد فعل مفعول به گونه‌هایی از زبان می‌گویند که در آن ترتیب اجزای جمله به صورت نهاد، فعل، مفعول، باشد.
زبان‌هایی که دارای ساختار ترتیبی نهاد فعل مفعول هستند عبارت‌اند از: انگلیسی، فرانسوی، اسپانیایی، آلمانی، ایتالیایی، پرتغالی، فنلاندی، چینی، ویتنامی، تایلندی، خمری، روسی، بلغاری، سواحیلی، هوسا، Yoruba ،Quiche ،Guaraní، جاوایی، مالایی، Rotuman و اندونزیایی